# Matwiej Bezkiszkin
Matwiej Bezkiszkin (zm. 17 maja 1864 roku w Radomiu) – dowódca oddziału w powstaniu styczniowym, dymisjonowany kapitan straży granicznej Imperium Rosyjskiego.

## Życiorys
Był członkiem konspiracji w Armii Imperium Rosyjskiego, poprzedzającej wybuch powstania styczniowego.
Jego oddział walczył w lasach powiatu opoczyńskiego, działał do kwietnia 1864 roku. 27 kwietnia 1864 po rozproszeniu oddziału Bezkiszkin dostał się do niewoli. Już po wydaniu wyroku, w czasie badania Bezkiszkin uderzył w twarz prezesa komisji śledczej. Wyrok z rozstrzelania zamieniono na powieszenie. Powieszony w Radomiu.
Stefan Żeromski jego postaci poświęcił poemat Bezkiszkin.